# Lordsburg (Nowy Meksyk)
Lordsburg – miasto w Stanach Zjednoczonych, w stanie Nowy Meksyk, siedziba administracyjna hrabstwa Hidalgo.